# Abu Júszuf al-Anszári
Abu Júszuf Jaakúb ibn Ibráhím al-Kúfi al-Anszári (arab betűkkel أبو يوسف يعقوب بن ابراهيم الكوفي الأنصاري – Abū Yūsuf Yaʿqūb ibn Ibrāhīm al-Kūfī al-Anṣārī; Kúfa, 731 – Bagdad, 798) hanafita arab jogtudós és szerző, a Bagdadi Kalifátus első főkádija volt.

## Élete
Abu Hanífa (†767), a hanafita jogi iskola (madzhab) megalapítójának legjelentősebb tanítványai közé tartozott fiatalabb kortársával, Muhammad ibn al-Haszan as-Sajbánival együtt, akit aztán később ő is oktatott. Egy ideig a málikita iskolának nevet adó Málik ibn Anasznál is tanult Medinában. Al-Mahdi kalifa idején (775-785) lett bíró (kádi), és fia, Hárún ar-Rasíd vele töltette be a frissen kreált főkádii (kádi l-kudát, „a kádik kádija”) tisztséget, aminek köszönhetően egyrészt Bagdad legfőbb bírájává vált, másrészt a birodalom kádijainak kinevezését is az ellenőrzése alatt tarthatta. Tisztsége és jogtudományi munkássága révén sokat tett a hanafita irányzat elterjedéséért és megerősödéséért. A rangot 798-ban bekövetkezett haláláig viselte, utódja tanulótársa és tanítványa, Sajbáni lett.

## Munkássága
Legfontosabb munkája a Hárún ar-Rasíd kérésére megírt „A földadó könyve” (Kitáb al-harádzs), amely címével ellentétben nem csupán az adózással, hanem számos más jogi, gazdasági és közigazgatási kérdéssel foglalkozik. Az emlékirat célja, hogy lefektesse a helyes muszlim államigazgatás vallási alapjait. A műben sokszor hivatkozik mesterére, Abu Hanífára, de bizonyos esetekben mások álláspontját fogadja el igaznak. A földadó könyvét Sajbáni adta közre mestere halálát követően.